# Reprezentacja Stanów Zjednoczonych w futbolu australijskim mężczyzn
Reprezentacja Stanów Zjednoczonych w futbolu australijskim – męski zespół, biorący udział w imieniu USA w meczach i sportowych imprezach międzynarodowych w futbolu australijskim, powoływany przez selekcjonera, w którym mogą występować wyłącznie zawodnicy posiadający obywatelstwo Stanów Zjednoczonych. Za jej funkcjonowanie odpowiedzialny jest United States Australian Football League, który jest członkiem Australian Football League (AFL).

## Historia
Pierwszy swój mecz reprezentacja USA rozegrała w 1999 roku w rozgrywkach 49th Parallel Cup wygrywając z Kanadą. Od 2002 startują w mistrzostwach świata. W 2005 roku Stany Zjednoczone zdobyły brązowe medale mistrzostw świata.

## Udział w turniejach międzynarodowych

### Mistrzostwa świata
Reprezentacja USA 6 razy uczestniczyła w mistrzostwach świata. Najwyższym osiągnięciem jest 3.miejsce na mistrzostwach świata 2005.
| Udział w mistrzostwach świata | Udział w mistrzostwach świata | Udział w mistrzostwach świata |
| Rok                           | Miejsce                       |                               |
| ----------------------------- | ----------------------------- | ----------------------------- |
| 2002                          | 5.miejsce                     |                               |
| 2005                          | 3.miejsce                     |                               |
| 2008                          | 7.miejsce                     |                               |
| 2011                          | 4.miejsce                     |                               |
| 2014                          | 8.miejsce                     |                               |
| 2017                          | 4.miejsce                     |                               |

### 49th Parallel Cup
Zawodnicy USA grają mecze z sąsiednią Kanadą o 49th Parallel Cup (około 3500 kilometrów granicy między Kanadą i Stanami Zjednoczonymi zostało wyznaczone na 49. równoleżniku). Jedynie w 2007 r. reprezentacja USA nie zdobyła Pucharu.
| 1999 | 10.15 (75) : 8.7 (55) | Zwycięzca |
| 2000 | 4.17 (41) : 2.4 (16)  | Zwycięzca |
| 2003 | 9.12 (66) : 9.10 (64) | Zwycięzca |
| 2004 | 9.9 (63): 7.9 (51)    | Zwycięzca |
| 2007 | 4.8 (32) : 6.9 (45)   | 2.miejsce |
| 2009 | 12.11 (83) : 5.3 (33) | Zwycięzca |
| 2010 | 9.12 (66) : 5.2 (32)  | Zwycięzca |
| 2012 | 7.12 (54) : 5.1 (31)  | Zwycięzca |
| 2013 | 10.7 (67) : 5.6 (36)  | Zwycięzca |
| 2015 | 6.9 (45) : 3.11 (29)  | Zwycięzca |